# Кусамен
Кусамен (исп. Cushamen) — посёлок в департаменте Кусамен провинции Чубут (Аргентина), административный центр департамента.